# La Puebla de Arganzón
La Puebla de Arganzón (Argantzun o Argantzon en euskera) es una localidad y un municipio español, situado en el enclave de Treviño, comarca del Valle del Ebro, partido judicial de Miranda de Ebro, perteneciente a la provincia de Burgos, comunidad autónoma de Castilla y León.

## Símbolos
El escudo heráldico y la bandera que representan al municipio fueron aprobados oficialmente el 22 de septiembre de 1997. El escudo se blasona de la siguiente manera:

«Escudo de gules con un castillo de oro, aclarado de azur, sostenido por dos leones de plata y puesto sobre ondas de plata y azur, al timbre, la Corona Real española.»
Boletín Oficial del Estado n.º 241 de 8 de octubre de 1997

La descripción textual de la bandera es la siguiente:

«Bandera cuadrada de proporción 1:1, de paño amarillo, con cruz blanca, cargada en el centro el escudo municipal, en sus colores.»
Boletín Oficial del Estado n.º 241 de 8 de octubre de 1997

## Geografía
Integrado en la comarca Valle del Ebro de la provincia de Burgos, se sitúa a 96 kilómetros de la capital provincial y a 19 kilómetros de Vitoria. El término municipal está atravesado por la autovía del Norte entre los pK 333 y 336 así como por la carretera autonómica CL-127 que permite la comunicación con Treviño.
El relieve del municipio está caracterizado por el río Zadorra que desciende de norte a sur. Por el norte se alzan las montañas que forman parte de los montes de Vitoria a ambos lados del río, creando un angosto paso limitado por los montes Tuyo (805 m) y Castillo Grande (676 m), aunque la mayor altitud del municipio es de 891 m, cerca del puerto de San Miguel. El pueblo se alza a 505 m sobre el nivel del mar.
| Noroeste: Ribera Alta (Álava)                      | Norte: Nanclares de la Oca (Álava) | Noreste: Nanclares de la Oca (Álava) y Condado de Treviño |
| Oeste: Ribera Alta (Álava)                         |                                    | Este: Condado de Treviño                                  |
| Suroeste: Ribera Alta (Álava) y Condado de Treviño | Sur: Condado de Treviño            | Sureste: Condado de Treviño                               |

Junto con el municipio de Condado de Treviño, conforma el enclave de Treviño, territorio burgalés que limita completamente con la provincia de Álava.
Tiene un área de 18,87 km² con una población de 495 habitantes (INE 2018) y una densidad de 26,6 hab/km².
El municipio de La Puebla de Arganzón está formado por dos núcleos de población: el de la Puebla de Arganzón es el más importante de ellos; el otro es Villanueva de la Oca, un pequeño núcleo de carácter rural.

## Historia

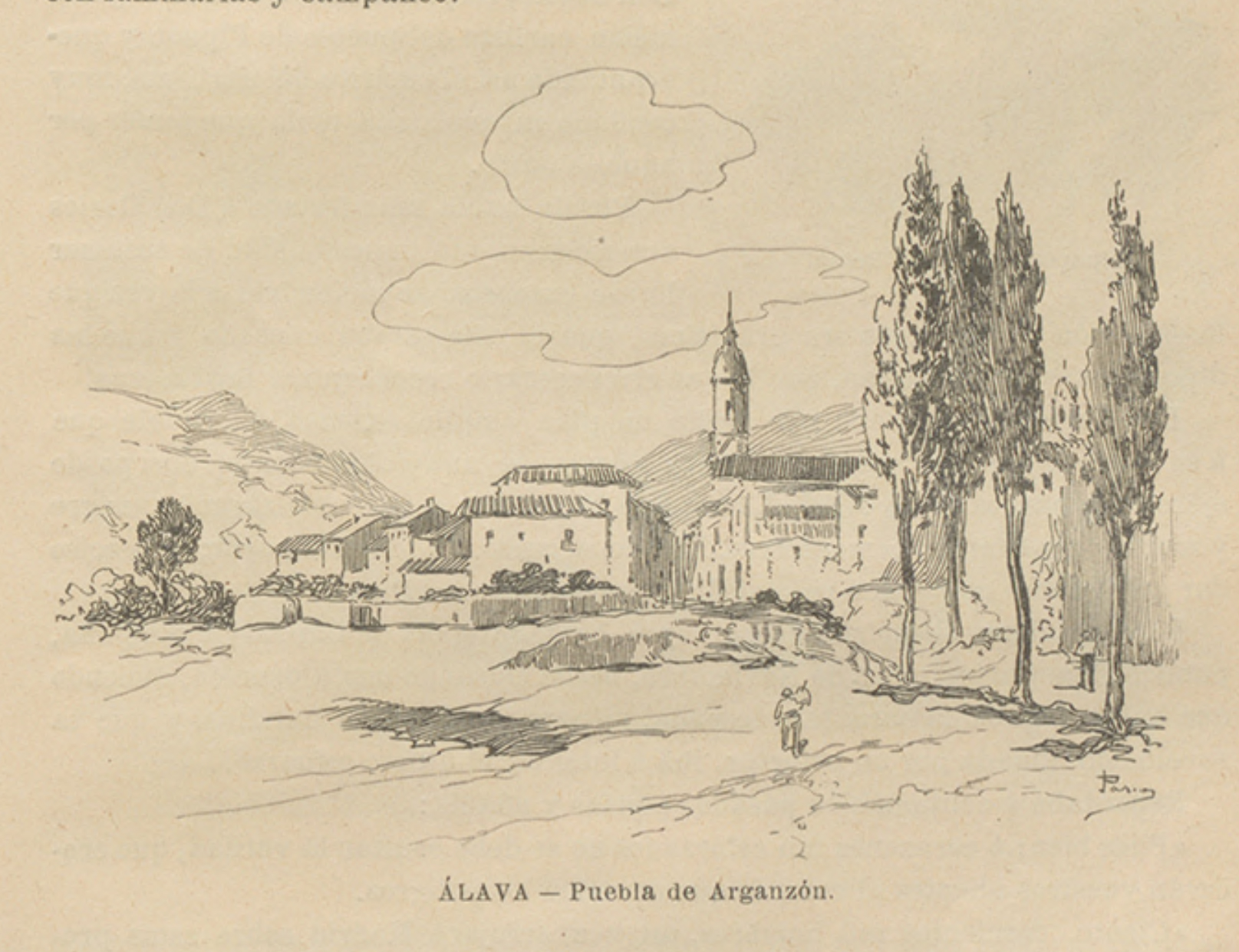
La Puebla de Arganzón en Historia de España en el

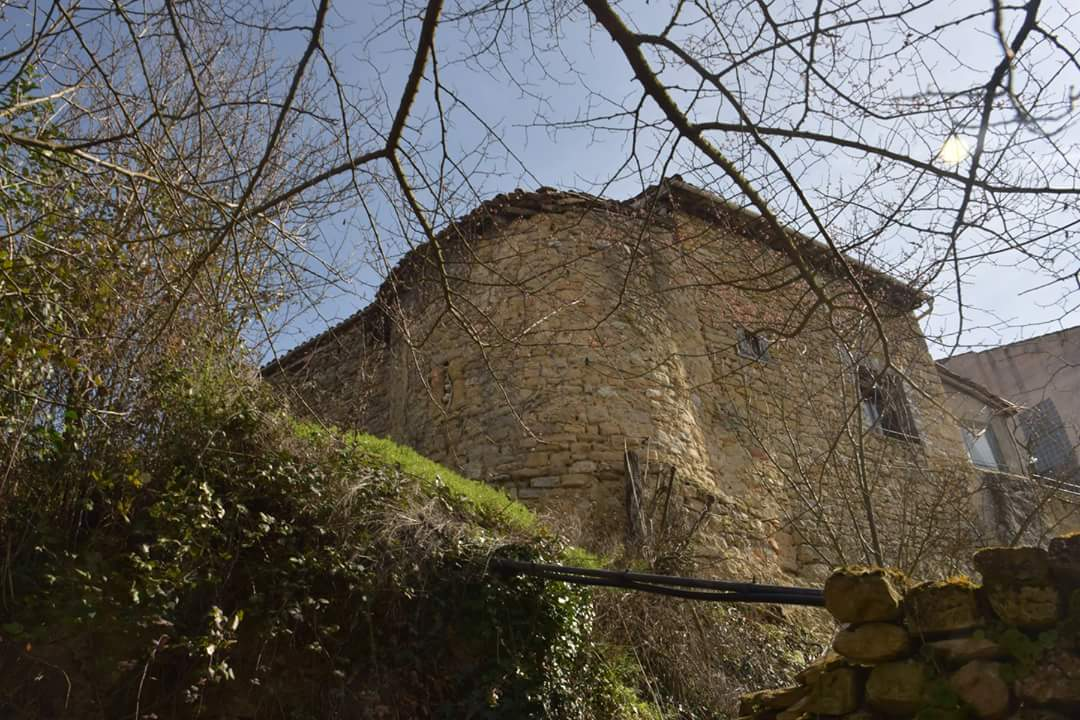
Torre redonda asentada sobre un pilar más ancho en el NO de la muralla de La Puebla de Arganzón.

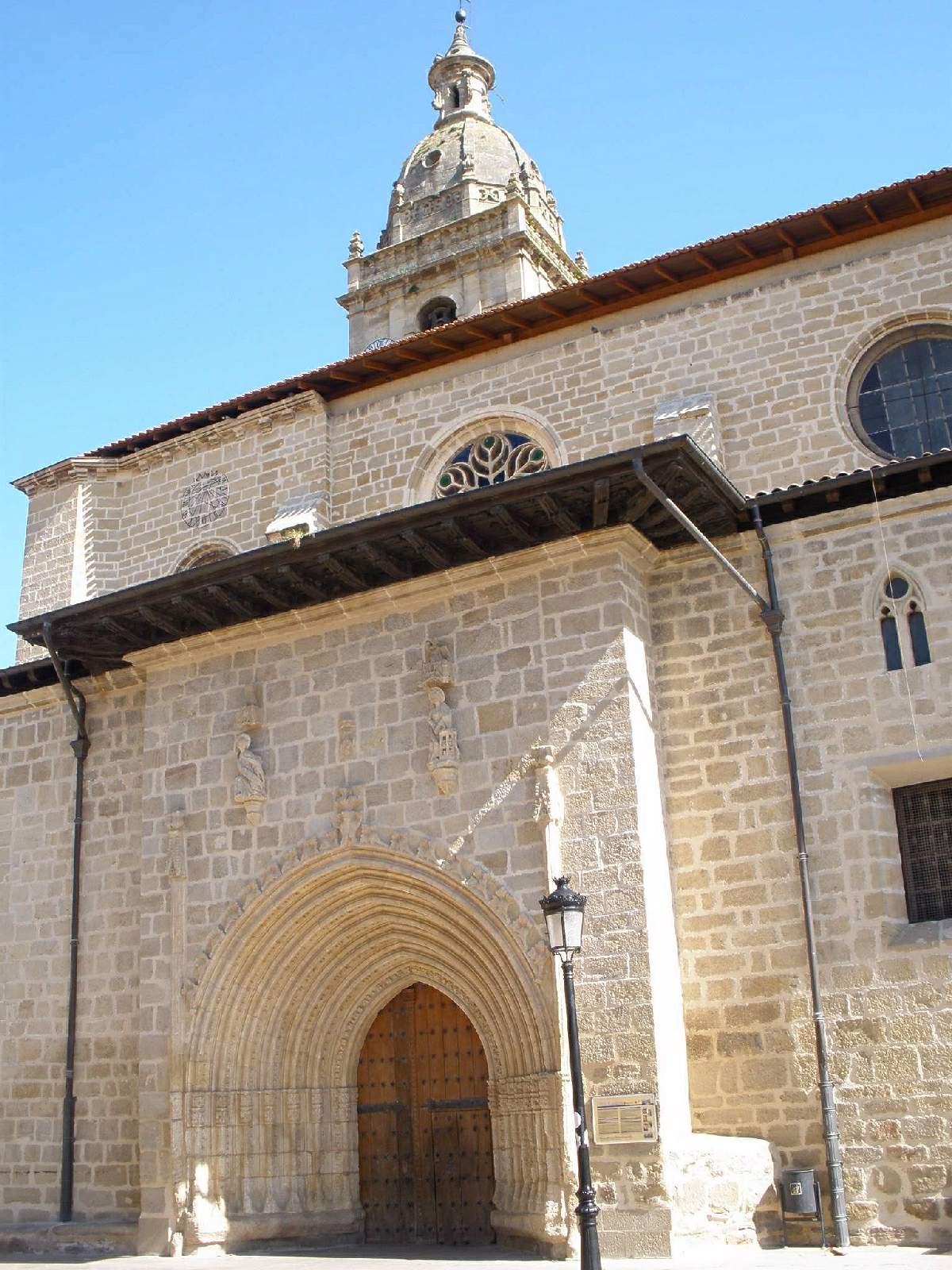
Iglesia de Nuestra Señora de la Asunción.

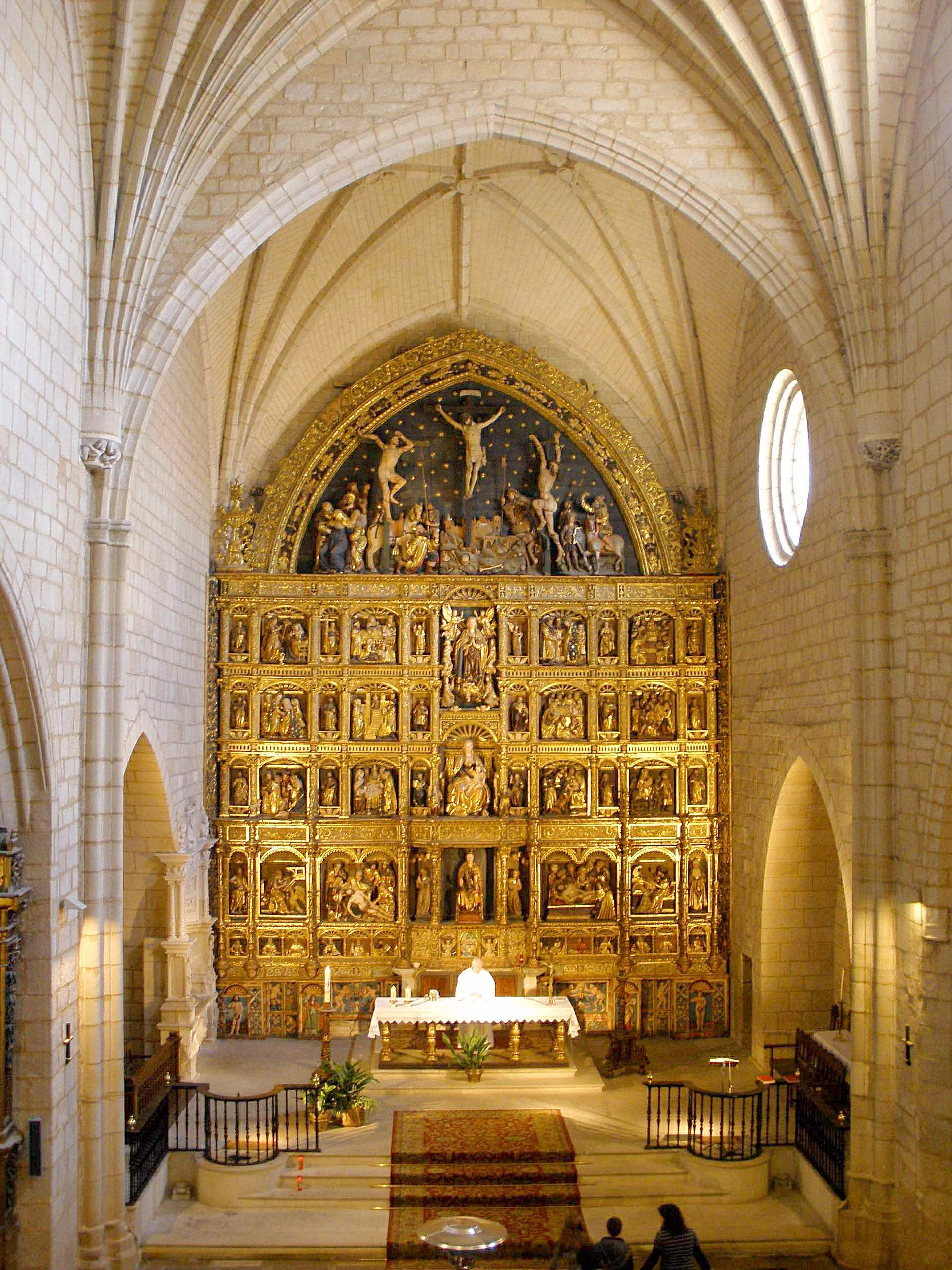
Interior de la Iglesia de Nuestra Señora de la Asunción.

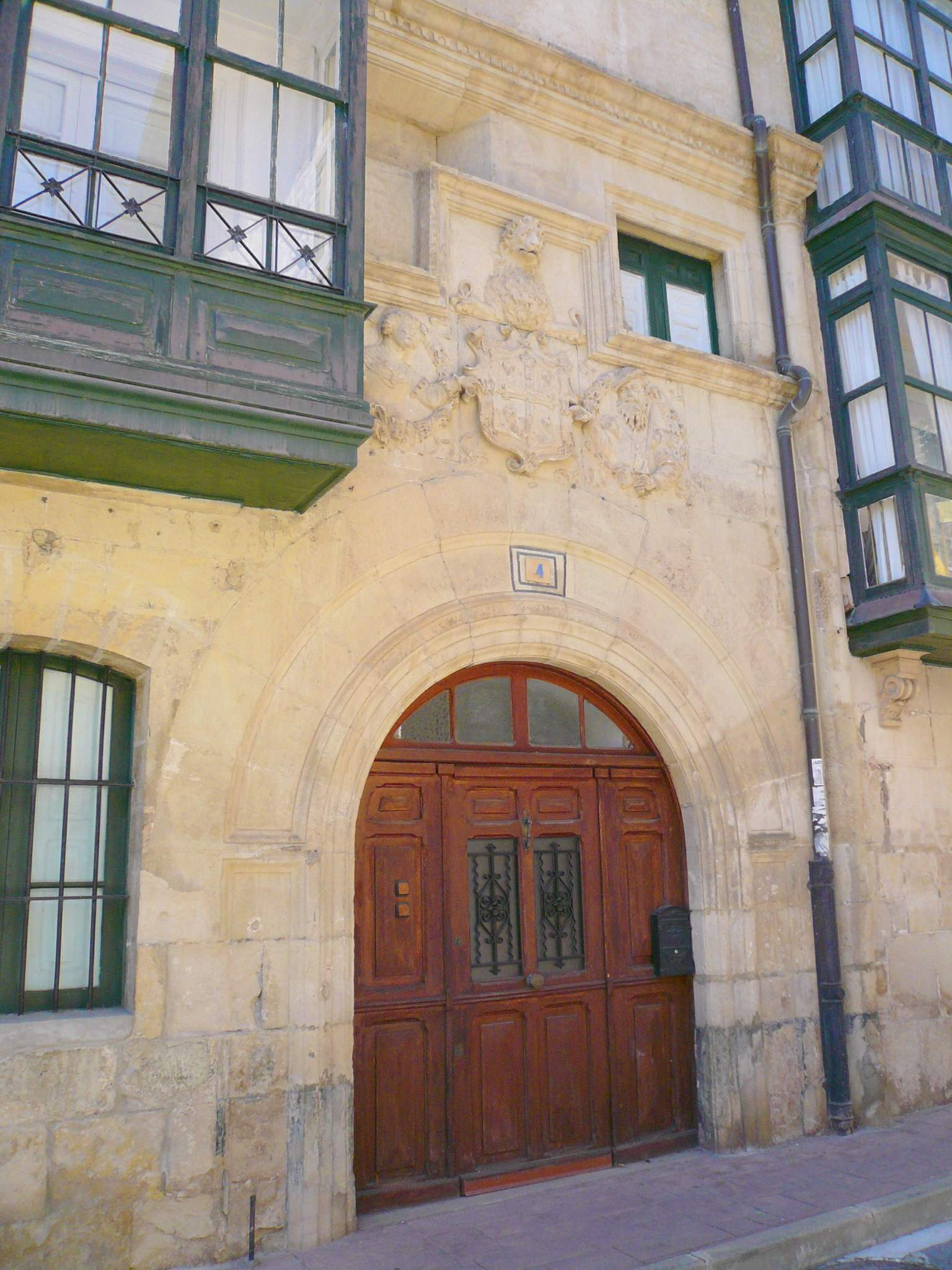
Casona renacentista en la Calle Santiago.

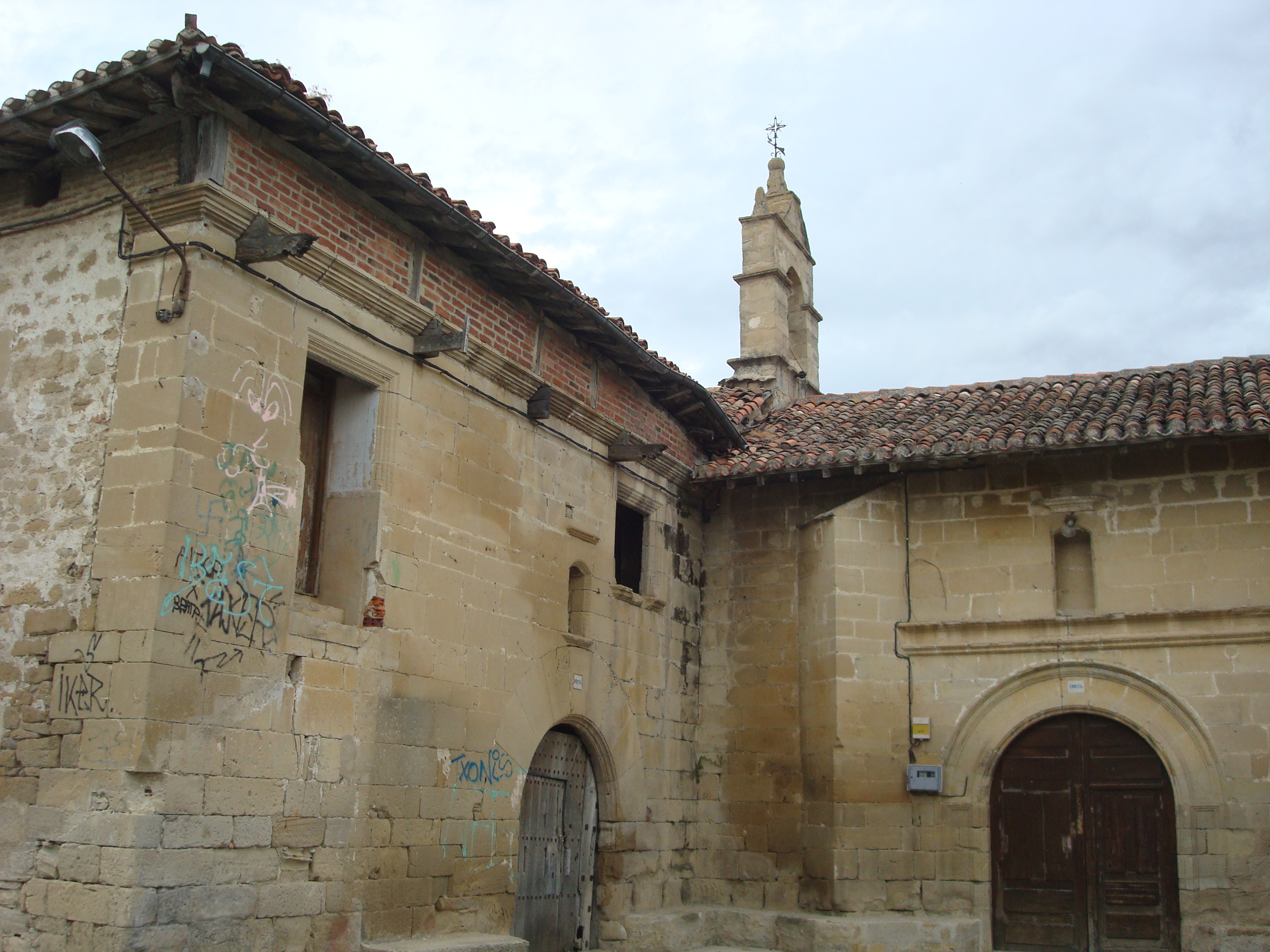
Ermita de Nuestra Señora de la Antigua y antiguo Hospital de San Juan.

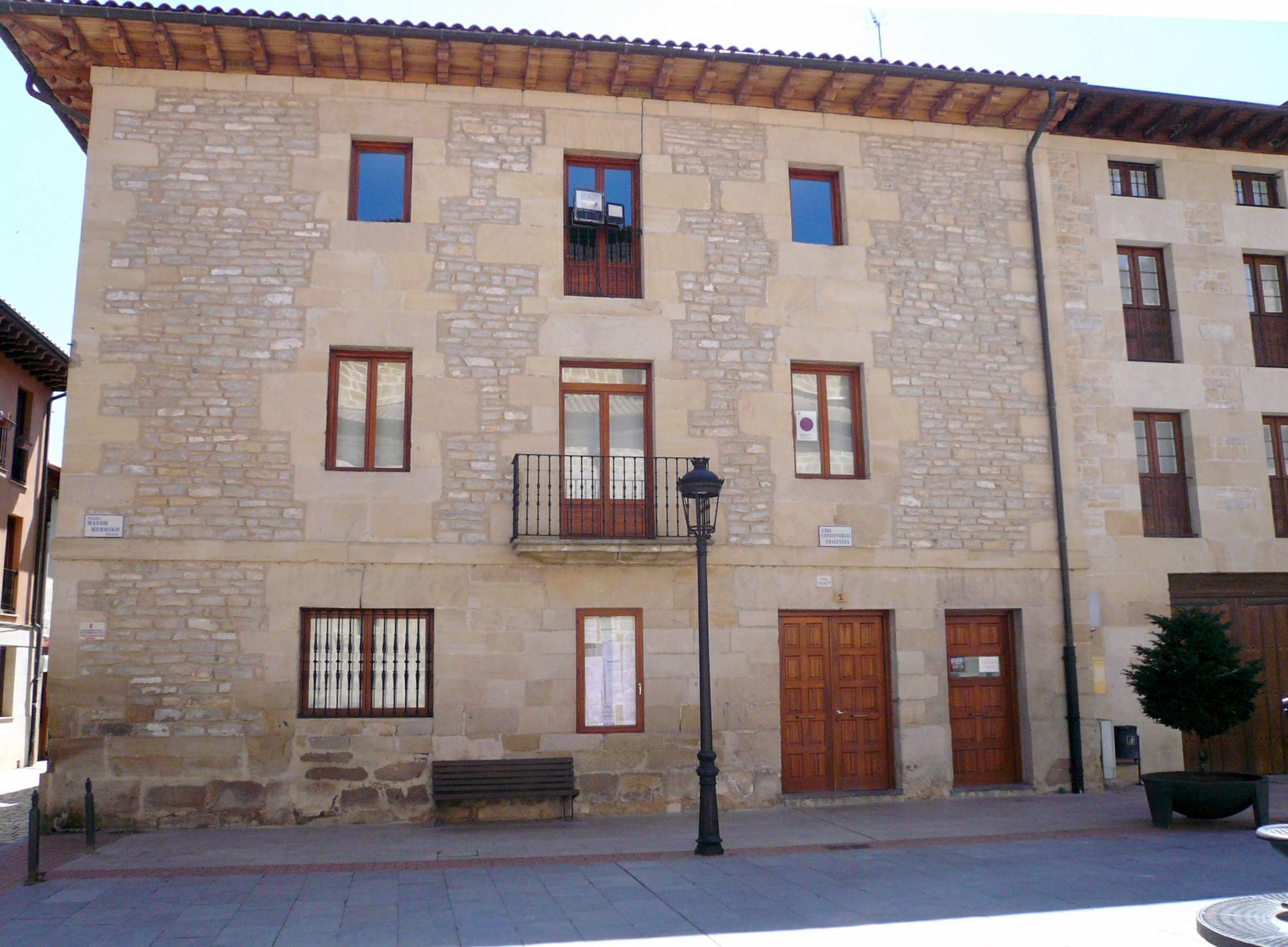
Ayuntamiento de La Puebla de Arganzón.

La Puebla de Arganzón surge como refundación del antiguo núcleo de Arganzón, que aparece citado ya en el año 871, un tal Arroncio dice descender de unos pobladores venidos de la zona de León, y que desapareció a mediados del siglo XVIII.
La Puebla de Arganzón se funda a finales del siglo XII en el contexto de las luchas fronterizas entre Castilla y Navarra, obteniendo fuero de población en el año 1191. Según José Joaquín de Landázuri, fue otorgado por el rey de Navarra Sancho el Sabio, si bien el resto de fuentes considera que el fuero fue otorgado por el rey Alfonso VIII de Castilla.
Desde el siglo XIV y durante toda la Edad Moderna, La Puebla de Arganzón formó parte de los extensos señoríos de la Casa de Velasco, linaje que poseyó el título de Condestables de Castilla entre los siglos XV y XVIII, y a los que perteneció la localidad hasta el fin del Antiguo Régimen en el siglo XIX. Con la creación de las actuales provincias en 1833, La Puebla de Arganzón fue incluido en la provincia de Burgos, dentro de la región de Castilla la Vieja, quedando adscrito dentro de ésta en el partido judicial de Miranda de Ebro, al que pertenece en la actualidad.
Así se describe a La Puebla de Arganzón en el tomo XIII del Diccionario geográfico-estadístico-histórico de España y sus posesiones de Ultramar, obra impulsada por Pascual Madoz a mediados del siglo XIX:

Villa con ayuntamiento en la provincia, audiencia territorial y capitanía general de Burgos (16 leguas), partido judicial de Miranda de Ebro (2 ½), diócesis de Calahorra (17), vicaría del condado de Treviño. Situada en el camino real de Madrid a Bayona, sobre terreno llano; su clima es frío pero sano. Es población murada, facilitando su ingreso 4 puertas, 2 en la entrada y salida del camino real, y otras 2 a la de otro camino que la cruza y va a dar al puente de Zadona, que está contiguo a la muralla. Tiene 126 casas, inclusas las 20 de la aldea de Villanueva de Loaca; la de ayuntamiento; escuela de primeras letras para niños, a que asisten 60 discípulos, dotada con 50 fanegas de trigo; otra para niñas con 500 reales de dotación, a la cual concurren 16 discípulas, y una iglesia parroquial (Nuestra Señora de la Asunción), matriz de la de Villanueva, dedicada a San Pedro y servida por el beneficiado más moderno de la matriz, en la cual hay 5 de estos y el cura propio. Existen 2 ermitas (San Juan Bautista y Tras Palacios), la primera extramuros de la población y la otra en Villanueva, y un hospital inmediato a la carretera mencionada y ermita de San Juan; uno y otro han servido de cuartel y punto avanzado en la pasada lucha. Dos fuentes de buenas aguas que manan en las cercanías de la villa, proporcionan a los moradores la necesaria para su consumo doméstico. Confina N Tuyo; E Subijana (ambos provincia de Álava); S Pangua de Treviño, y O Leciñana, también de Álava. En el término a la ½ legua de la población, camino de Vitoria, hay una elevada altura, y en ella un castillo llamado de Arganzón, cuyo nombre tomó de un pueblo que existía muy cercano. El terreno es de buena calidad y le fertilizan las aguas del Zadorra. Los caminos locales son también carreteros, como el de Francia, hallándose todos en mediano estado; recibe la correspondencia de Vitoria y Miranda de Ebro, por el mismo conductor de la mala. Producciones: trigo, cebada, avena, centeno, habas, patatas y maíz; cría ganado lanar, en corto número, por la falta de pastos, algún cabrío y muletos de recría; caza de perdices, codornices y liebres, y pesca de barbos, truchas, anguilas y otros peces. Industria: una fábrica de curtidos y 2 molinos harineros. Comercio: extracción de los artículos sobrantes, importándose los que faltan. Población: 127 vecinos, 580 almas. Capital productivo: 118 300 reales. Imponible: 11 231. Contribución: 19 010 reales 8 maravedíes.
Diccionario geográfico-estadístico-histórico de España y sus posesiones de Ultramar

## Demografía
La Puebla de Arganzón cuenta con una población de 558 habitantes (INE 2024).
| Gráfica de evolución demográfica de La Puebla de Arganzón entre 1842 y 2021                                         |
| |
| Población de derecho según los censos de población del INE Población de hecho según los censos de población del INE |

Gran parte de su trazado medieval, en forma de barco que se estira de norte a sur, pervive aún hoy en día, si bien nuevas urbanizaciones han hecho crecer su tamaño y población en los últimos años.
El municipio tiene una superficie de 18.85 km2. En 2022 tenía una población de 526 habitantes y una densidad de 27.90 hab/km2.

### Población por núcleos
| Núcleos               | Habitantes (2000) | Habitantes (2010) |
| --------------------- | ----------------- | ----------------- |
| La Puebla de Arganzón | 376               | 508               |
| Villanueva de la Oca  | 7                 | 6                 |

### Despoblados
Forman parte del concejo los despoblados de:
- Arganzón.[17]
- San Julián.[18]

## Patrimonio
Toda la villa fue declarada Bien de Interés Cultural en la categoría de Conjunto Histórico el 8 de marzo de 2007.

### Muralla
La Puebla de Arganzón fue una villa amurallada y su caserío sigue estando hoy día
prácticamente inscrito dentro de la antigua cerca. Su plano se adaptó a las murallas y no al revés.
Tiene un trazado muy regular, que se adecua a un gran eje longitudinal con puertas a sus lados. Paralelas a este eje principal, discurren otras dos calles, que se interrumpen por dos vías transversales. Sigue conservando en el Noroeste una antigua Torre redonda, asentada sobre una base más amplia que el perímetro de la Torre.
Antiguamente tuvo cuatro puertas: una al norte y otra al sur, que aún se conservan. Una
tercera, la más importante, controlaba el puente sobre el río Zadorra, el lugar más fácil de defender, que servía de refugio en caso de ataque. En el lado opuesto de la calle del Puente, se abría el Arco de Santa María, denominado así por encontrarse cerca de la parroquia. Este último fue destruido hace varios años para ensanchar la salida del pueblo. Las murallas y las puertas aseguraron el cobro del portazgo, cuyo ingreso se destinaba, entre otras cosas, a mejorar la conservación de los puentes sobre el Zadorra.

### Iglesia de Nuestra Señora de la Asunción
Fue declarada Bien de Interés Cultural en la categoría de Monumento el 13 de junio de 1991.

### Puente románico
Situado en el centro histórico. Este puente está construido igual que el de Roma construido por Lucio.

### Castillo
El castillo de Arganzón está situado a 4 km de la villa, protegiendo el paso de las Conchas de Arganzón. Estuvo habitado desde el siglo IX al siglo XIV. En la actualidad solo es visible una torre, los restos del aljibe y el foso.
Una excavación arqueológica realizados por la UPV/EHU en el verano de 2011 demostró la existencia de una segunda torre y de un poblado.

## Administración y política
En 2007 fue nombrado alcalde de La Puebla de Arganzón Roberto Ortiz Urbina, perteneciente a la Agrupación Independiente Nueva Puebla (AINP), partido que obtuvo 3 de los 7 concejales posibles y que apoyaba la integración del municipio en la provincia de Álava. El anterior alcalde, Alfredo Oraa, que había gobernado este municipio ininterrumpidamente durante las anteriores cuatro legislaturas, obtuvo dos concejales con su formación AIPA, igualmemte partidaria de la integración en Álava. Un concejal obtuvo el PP, defensor de la pertenencia a Burgos; y EAE-ANV, partido también partidario de la integración en Álava, obtuvo una concejala.
En las elecciones municipales de 2011 los resultados fueron de 6 concejales para la AINP y un concejal para el PP, por lo que Ortiz Urbina repitió en la alcaldía con mayoría absoluta.
En las elecciones municipales de 2019 la coalición EH Bildu fue la lista más votada, y Pablo Ortiz de Latierro de EH Bildu se convirtió en el nuevo alcalde, en coalición con el PNV.
| Partido político                                                 | 2019    | 2019       | 2015    | 2015       | 2011    | 2011       | 2007    | 2007       | 2003    | 2003       | 1999    | 1999       |
| Partido político                                                 | Votos % | Concejales | Votos % | Concejales | Votos % | Concejales | Votos % | Concejales | Votos % | Concejales | Votos % | Concejales |
| ---------------------------------------------------------------- | ------- | ---------- | ------- | ---------- | ------- | ---------- | ------- | ---------- | ------- | ---------- | ------- | ---------- |
| Partido Popular (PP)                                             | 15,30 % | 1          | 7,92 %  | 0          | 12,93 % | 1          | 17,32 % | 1          | 38,91 % | 3          | 39,43 % | 3          |
| Partido Socialista Obrero Español (PSOE)                         | -       | -          | -       | -          | -       | -          | -       | -          | -       | -          | -       | -          |
| Candidatura Independiente de la Puebla de Arganzón (CIPA)        | -       | -          | -       | -          | -       | -          | -       | -          | -       | -          | 60,22 % | 4          |
| Agrupación Electoral Independiente La Puebla de Arganzón (AEIPA) | -       | -          | -       | -          | -       | -          | 32,35 % | 2          | 58,7 %  | 4          | -       | -          |
| Agrupación Electoral Independiente Nueva Puebla (AEINP)          | -       | -          | 64,69 % | 5          | 84,41   | 6          | 38,89   | 3          | -       | -          | -       | -          |
| Eusko Abertzale Ekintza - Acción Nacionalista Vasca (EAE-ANV)    | -       | -          | -       | -          | -       | -          | 11,44 % | 1          | -       | -          | -       | -          |
| Argantzungo Abertzale Sozialistak (AAS)                          | -       | -          | -       | -          | -       | -          | 0 %     | 0          | -       | -          | -       | -          |
| Partido Nacionalista Vasco (EAJ-PNV)                             | 35,45 % | 3          | 13,53 % | 1          | -       | -          | -       | -          | -       | -          | -       | -          |
| Euskal Herria Bildu (EH Bildu)                                   | 44,03 % | 3          | 12,54 % | 1          | -       | -          | -       | -          | -       | -          | -       | -          |

## Cultura

### La Puebla de Arganzón en la literatura
El personaje creado por Benito Pérez Galdós, que protagoniza El equipaje del rey José de la segunda serie de los Episodios Nacionales, Salvador Monsalud, era natural de Pipaón pero estaba enamorado de una muchacha de La Puebla de Arganzón, lugar donde trascurre gran parte del relato en los días anteriores a la batalla de Vitoria.
El personaje Adrián Gallardo Ortega, creado por Almudena Grandes en su novela Los pacientes del doctor García, conocido como boxeador profesional con el nombre El Tigre de Treviño, nació en La Puebla de Arganzón en 1917.